# Miss Mundo 1994
Miss Mundo 1994, la 44.ª edición del concurso Miss Mundo, se llevó a cabo en el Sun City Entertainment Center, en Sun City (Sudáfrica) el 19 de noviembre.
Representantes provenientes de ochenta y siete países y territorios compitieron por el título en esta edición del concurso. Al final del evento, Miss Mundo 1993, Lisa Hanna de Jamaica, coronó como su sucesora a Aishwarya Rai de la India.
En diciembre de 2014, Aishwarya Rai fue felicitada con el premio Lifetime Beauty with a Purpose de la Organización Miss Mundo en la 64.ª edición del concurso Miss Mundo por su labor humanitaria desde que ganó la corona.

## Resultados

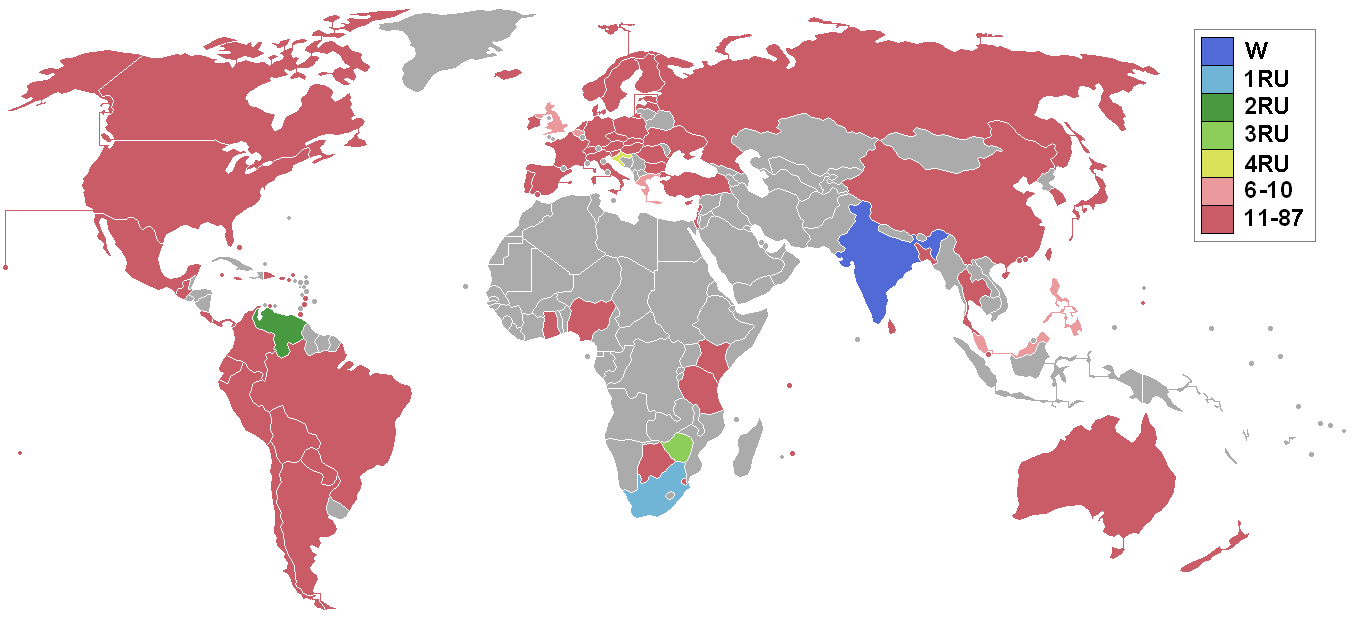
Países ganadores y concursantes.

| Resultados finales      | Finalistas |
| ----------------------- | --- |
| Miss Mundo 1994         | - India - Aishwarya Rai |
| 1.ª finalista           | - Sudáfrica - Basetsane Makgalemele |
| 2.ª finalista           | - Venezuela - Irene Ferreira |
| Finalistas (Top 5)      | - Croacia - Branka Bebic - Zimbabue - Angeline Musasiwa |
| Semifinalistas (Top 10) | - Bélgica - Ilse De Meulemeester - Grecia - Evangelia Adam - Malasia - Rahima Orchient Yayah - Filipinas - Caroline Subijano - Reino Unido - Melanie Abdoun |

### Reinas continentales
| Continente     | Candidata                           |
| -------------- | ----------------------------------- |
| África         | - Sudáfrica - Basetsana Makgalemele |
| América        | - Venezuela - Irene Ferreira        |
| Asia y Oceanía | - India - Aishwarya Rai             |
| Caribe         | - Islas Caimán - Anita Lilly Bush   |
| Europa         | - Croacia - Branka Bebić            |

## Candidatas
| País o territorio                    | Candidatas                           | Ciudad                 |
| ------------------------------------ | ------------------------------------ | ---------------------- |
| Alemania                             | Marte Helberg                        | Múnich                 |
| Argentina                            | Miriam Elizabeth Nahon               | Buenos Aires           |
| Australia                            | Skye-Jilly Edwards                   | Canberra               |
| Austria                              | Bianka Engel                         | Viena                  |
| Bahamas                              | Deanna Tamara North                  | Nassau                 |
| Bangladesh                           | Anika Taher                          | Daca                   |
| Bélgica                              | Ilse de Meulemeester                 | Bruselas               |
| Bolivia                              | Mariel Gabriela Arce Taborga         | Cochabamba             |
| Botsuana                             | Hazel Kutlo Mmopi                    | Gaborone               |
| Brasil                               | Valquiria Melnik Blicharski          | Curitiba               |
| Bulgaria                             | Stella Ognianova                     | Sofía                  |
| Canadá                               | Shawna Roberts                       | Ottawa                 |
| Chile                                | Yulissa Macarena del Pino Pinochet   | Santiago               |
| China                                | Pan Tao                              | Shenzhen               |
| Chipre                               | Johanna Uwrin                        | Limassol               |
| Colombia                             | María Eugenia González Ponce de León | Popayán                |
| Corea del Sur                        | Chae Yeon-hee                        | Seoul                  |
| Costa Rica                           | Silvia Ester Muñoz Mata              | Puntarenas             |
| Croacia                              | Branka Bebic                         | Dubrovnik              |
| Curazao                              | Marisa Corine Bos                    | Willemstad             |
| Dinamarca                            | Sara Maria Wolf                      | Copenhague             |
| Ecuador                              | Diana Margarita Noboa Gordon         | Quito                  |
| Eslovaquia                           | Karin Majtanova                      | Bratislava             |
| Eslovenia                            | Janja Zupan                          | Liubliana              |
| España                               | Virginia Pareja Garófano             | Barcelona              |
| Estados Unidos                       | Kristie Harmon                       | New York               |
| Estonia                              | Auli Andersalu                       | Tallin                 |
| Filipinas                            | Caroline Subijano                    | Manila                 |
| Finlandia                            | Mia Marianne Forsell                 | Uusimaa                |
| Francia                              | Radiah Latidine                      | París                  |
| Ghana                                | Matilda Aku Alomatu                  | Acra                   |
| Gibraltar                            | Melissa Berllaque                    | Gibraltar              |
| Grecia                               | Evangelia Adam                       | Atenas                 |
| Guam                                 | Chalorna Freitas                     | Agana                  |
| Guatemala                            | Sonia Maria Rosales Vargas           | Zacapa                 |
| Holanda                              | Joshka Bon                           | Ámsterdam              |
| Hong Kong                            | Annamarie Wood Lai-Ming              | Hong Kong              |
| Hungría                              | Timea Farkas                         | Szabolcs-Szatmár-Bereg |
| India                                | Aishwarya Rai                        | Bombay                 |
| Irlanda                              | Anna Maria McCarthy                  | Dublín                 |
| Islandia                             | Birna Bragadóttir                    | Álftanes               |
| Islas Caimán                         | Anita Lilly Bush                     | Gran Caimán            |
| Islas Vírgenes Británicas            | Khara Michelle Forbes                | Tórtola                |
| Islas Vírgenes de los Estados Unidos | Jessalyn Pearsall                    | St. Thomas             |
| Israel                               | Shirly Swarzberg                     | Tel Aviv               |
| Italia                               | Arianna Novacco                      | Trieste                |
| Jamaica                              | Johanna Simone Ulett                 | Kingston               |
| Japón                                | Shinobu Sushida                      | Miyazaki               |
| Kenia                                | Josephine Wanjiku Mbatia             | Nairobi                |
| Letonia                              | Daina Tobija                         | Riga                   |
| Líbano                               | Lara Badaoui                         | Joünié                 |
| Macao                                | Chen Ji-Min                          | Macau                  |
| Malasia                              | Rahima Orchient Yayah                | Kuala Lumpur           |
| Mauricio                             | Marie Priscilla Mardaymootoo         | Port Louis             |
| México                               | Claudia Hernández Rodríguez          | Ciudad de México       |
| Nigeria                              | Susan Hart                           | Makurdi                |
| Noruega                              | Anne Lena Hansen                     | Oslo                   |
| Nueva Zelanda                        | Shelley Jeannine Edwards             | Hastings               |
| Panamá                               | Carmen Lucía Ogando Ginono           | Ciudad de Panamá       |
| Paraguay                             | Jannyne Elena Peyrat Scolari         | Asunción               |
| Perú                                 | Marcia Pérez Marcés                  | Lima                   |
| Polonia                              | Jadwiga Flank                        | Bielsko-Biała          |
| Portugal                             | Leonor Filipa Correia Leal Rodrigues | Lisboa                 |
| Puerto Rico                          | Joyce Marie Giraud Mojica            | Aguas Buenas           |
| Reino Unido                          | Melanie Abdoun                       | Londres                |
| República Checa                      | Lenka Belickova                      | Karlovy Vary           |
| República Dominicana                 | Claudia Franjul González             | Santo Domingo          |
| Rumania                              | Leona Dalia Voicu                    | Bucarest               |
| Rusia                                | Anna Malova                          | Moscú                  |
| Santa Lucía                          | Yasmine Lyndell Walcott              | Castries               |
| San Vicente y las Granadinas         | Cornise Yearwood                     | Georgetown             |
| Seychelles                           | Marquise David                       | Victoria               |
| Singapur                             | Pickard Angela Lee Kim Mei           | Singapur               |
| Sudáfrica                            | Basetsane Makgalemele                | Johannesburgo          |
| Sri Lanka                            | Nushara Rusri Pramali Fernando       | Colombo                |
| Suecia                               | Sofia Andersson                      | Estocolmo              |
| Suiza                                | Sarah Briguet                        | Berna                  |
| Suazilandia                          | Stephanie Wesselo                    | Mbabane                |
| Tahití                               | Vaea Christine Sandra Olanda         | Papeete                |
| Taiwán                               | Joanne Wu Chung-Chun                 | Taipéi                 |
| Tailandia                            | Patinya Thongsri                     | Bangkok                |
| Tanzania                             | Aina William Maeda                   | Dodoma                 |
| Trinidad y Tobago                    | Anabel Thomas                        | Puerto España          |
| Turquía                              | Pinar Altug                          | Ankara                 |
| Ucrania                              | Nataliya Vasilievna Kozitskaya       | Kiev                   |
| Venezuela                            | Irene Esther Ferreira Izquierdo      | Caracas                |
| Zimbabue                             | Angeline Musasiwa                    | Harare                 |